# Perikles Pierrakos-Mavromikhalis
Perikles Pierrakos-Mavromichalis (også kendt som Perikles Mavromichalis-Pierrakos, græsk: Περικλής•Πιερράκος-Μαυρομιχάλης; født 1863, død 1938) var en græsk fægter, som deltog i de første moderne olympiske lege i Athen i 1896. 
Pierrakos-Mavromichalis stillede op i fleuret ved OL 1896, og han blev toer i sin indledende pulje efter franske Henri Callot, der gik i finalen og her tabte til sin landsmand Eugène-Henri Gravelotte. Pierrakos-Mavromichalis og toeren i den anden indledende pulje, grækeren Athanasios Vouros, blev derpå rangeret som delt nummer tre i turneringen (der blev ikke uddelt medaljer til nummer tre ved dette OL).